# Die Blumenfrau von Lindenau
Die Blumenfrau von Lindenau o Sturm im Wasserglas è un film del 1931 diretto da Georg Jacoby.

## Produzione
Il film fu prodotto dalla Sascha Filmindustrie e Fellner & Somio-Film GmbH (con il nome Felsom-Film)

## Distribuzione
Distribuito dall'Allianz-Film, il film fu presentato in prima in Austria il 13 marzo 1931 con il titolo Sturm im Wasserglas. In Germania, la distribuzione fu affidata alla Fellner & Somlo-Film GmbH. Il film uscì nelle sale tedesche dopo una prima all'Universum di Berlino il 21 aprile 1931. Negli Stati Uniti, la pellicola prese il titolo Storm in a Water Glass e fu presentata a New York il 7 luglio 1932.